# 板桥站 (安徽)
板桥站是一个京沪线上的铁路车站，位于安徽省滁州市凤阳县板桥镇，建于1909年，邮政编码为233123。车站为上海局集团蚌埠直属站管辖的四等站，目前不办理客货运业务。
板桥站有正线2条，到发线2条，设有2座客运站台。此外车站还驻有蚌埠工务段板桥线路工区，设有工务轨料基地。